# Marion Helfer Wajngot
Marion Hermine Helfer Wajngot, född 25 juli 1953, är en svensk universitetslektor och översättare. Hon lade fram sin avhandling The birthright and the blessing: narrative as exegesis in three of Thackeray's later novels vid Stockholms universitet och är idag lektor i engelska vid samma lärosäte. Hon har också varit verksam som översättare från hebreiska och engelska.

## Översättningar
- 1986 – Amos Oz: En verklig vila (Menucha n'chona) (Wahlström & Widstrand)
- 1986 – Aharon Appelfeld: Undrens tid (Tor ha-pela'ot) (Atlantis)
- 1988 – Yoram Kaniuk: Den siste juden (Hajehudi ha'acharon) (Forum)
- 1988 – Abba Eban: Mitt folk : judarnas historia (My people) (Hillelförlaget)
- 1989 – Amos Oz: Svarta lådan (översättning från engelska utgåvan Black box) (Wahlström & Widstrand)
- 1989 – Aron Appelfeld: Kaveldunets land (El erets hagome) (Atlantis)

## Priser
- 1989 – De Nios översättarpris